# Meir Margalit (actor)
Meir Margalit (en hebreo: מאיר מרגלית‎); (Ostrołęka, Imperio Ruso, 3 de mayo de 1906 - 30 de enero de 1974) fue un actor de teatro israelí.

## Biografía
Margalit nació en 1906 en Ostrołęka, en la Gobernación de Łomża del Congreso de Polonia, entonces parte del Imperio Ruso, y comenzó a actuar en su ciudad natal desde su infancia. Después de su graduación en el gymnasium, en 1922 emigró a Eretz Israel en el marco del movimiento HaHalutz. Trabajó inicialmente como obrero de la construcción en Tel Aviv y en Rishon LeTzion y como obrero agrícola en Hadera. Durante dos años y medio fue pionero de Gdud HaAvoda (Batallón de trabajo) en Jerusalén y trabajó en una cantera.
En 1925, fue audicionó y fue aceptado en la escuela de teatro del Teatro Ohel bajo la dirección de Moshe Halevy y en 1929 se unió al elenco del teatro.

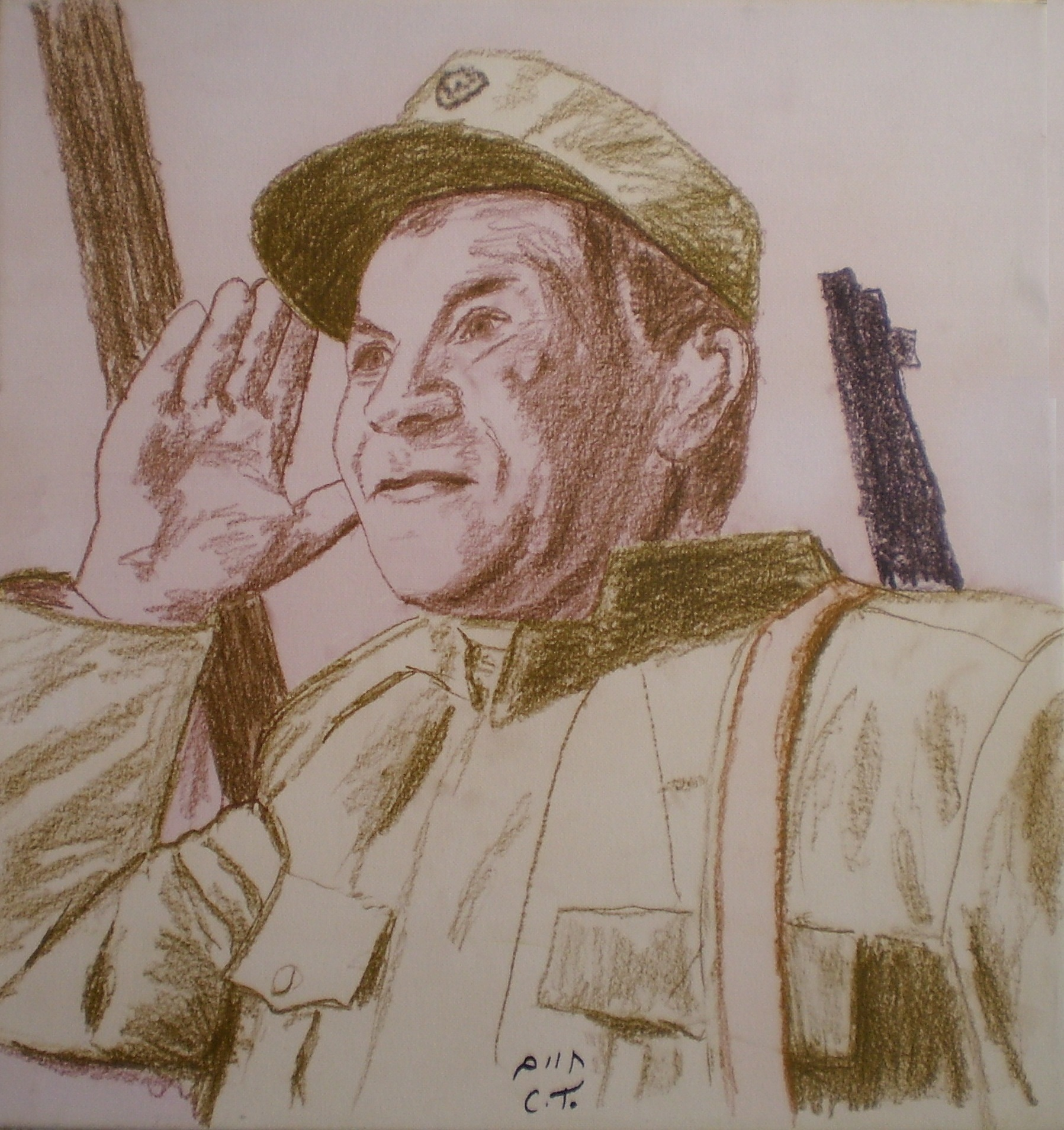
Ilustración de Meir Margalit como El buen soldado Schweik, realizado por Chaim Topol.

Margalit se destacó en el desempeño de papeles cómicos, de los cuales, el más exitoso fue como protagonista en El buen soldado Schweik, una comedia negra checoslovaca sobre la Primera Guerra Mundial, basada en la novela de Jaroslav Hašek y traducida al hebreo por Avigdor Hameiri. El estreno se llevó a cabo el 22 de diciembre de 1935. Esta presentación fue la más exitosa del Ohel a lo largo de sus años de existencia, realizándose unas mil quinientas veces. Margalit interpretó el personaje del protagonista de manera tan convincente, que permaneció identificado con la figura de Schweik a lo largo de su carrera teatral.
Después de que el teatro Ohel cerró, la obra protagonizada por Margalit se volvió a representar a partir de 1971 en el Teatro Idan. En febrero de 1972, Margalit interpretó a Schweik por 900.ª vez.
Al final de la Segunda Guerra Mundial, Margalit realizó una gira para actuar ante voluntarios judíos de Eretz Israel que sirvieron en el ejército británico en Europa y Medio Oriente, así como ante sobrevivientes del Holocausto en Italia e inmigrantes ilegales y deportados detenidos por los británicos en campamentos en Chipre. Otro papel aclamado interpretado por Margalit fue en la exitosa comedia "Ha'Ketuba" (El certificado de matrimonio) de Ephraim Kishon, representada en el Ohel en 1961.
A fines de los años cincuenta, se mudó brevemente al Teatro Habima, pero regresó al Ohel, donde la obra El buen soldado Schweik fue nuevamente puesta en escena protagonizada por el, hasta que el teatro cerró en 1969.
En 1964, Margalit apareció como Noah Simhon en la película "La familia Simhon", basada en la popular comedia radiofónica de mismo nombre, cuando Shmuel Rodensky, protagonista del radioteatro, estaba en el extranjero en ese momento. La última actuación de Margalit fue en la obra "¿Dónde está la Tierra de Israel?" de Ada Ben Nahum, producida de forma privada en el Teatro Lilach en 1972 y 1973.
Meir Margalit murió a la edad de 68 años. Le sobrevivió su esposa Israela Lichtenstein, hija de Jaia Weizmann-Lichtenstein (hermana menor de Jaim Weizmann, primer Presidente de Israel).

## Premios y distinciones
- En 1956, Margalit recibió el Premio Ramchal de la Municipalidad de Tel Aviv.
- En 1962, recibió el Premio Klausner de Actuación.
- En 1964, fue galardonado con el Premio Israel, en Teatro.[9]
- Una calle lleva su nombre en el barrio Ne'ot Afeka de Tel Aviv  (32°06′54″N 34°49′21″E / 32.1150689, 34.8225498).

En 1976, la familia de Margalit estableció, en cooperación con el Museo y Archivos del Teatro de Jerusalén, una fundación a nombre de Margalit para otorgar premios en el campo de las artes teatrales.